# Shanghai International Circuit
Het Shanghai International Circuit ligt in het district Jiading van Shanghai. Op het circuit wordt de Grand Prix Formule 1 van China verreden, evenals een MotoGP en A1GP-race.
Het circuit is ontworpen door Hermann Tilke. Het circuit moest de vorm hebben van het Chinese karakter 上 (shang), de eerste lettergreep van de plaats Shanghai (上海). Het circuit is 5,451 kilometer lang en het ronderecord tijdens de Formule 1 (1:32:238) staat op naam van Michael Schumacher. Het circuit heeft 16 bochten.

## Winnaars
| Uitslagen Grand Prix van China (Shanghai) | Uitslagen Grand Prix van China (Shanghai)          | Uitslagen Grand Prix van China (Shanghai)          | Uitslagen Grand Prix van China (Shanghai)          |
| Jaar                                      | Coureur                                            | Auto                                               | Auto                                               |
| Jaar                                      | Coureur                                            | Constructeur                                       | Type                                               |
| ----------------------------------------- | -------------------------------------------------- | -------------------------------------------------- | -------------------------------------------------- |
| 2004                                      | Rubens Barrichello                                 | Ferrari                                            | F2004                                              |
| 2005                                      | Fernando Alonso                                    | Renault                                            | R25                                                |
| 2006                                      | Michael Schumacher                                 | Ferrari                                            | 248 F1                                             |
| 2007                                      | Kimi Räikkönen                                     | Ferrari                                            | F2007                                              |
| 2008                                      | Lewis Hamilton                                     | McLaren-Mercedes                                   | MP4-23                                             |
| 2009                                      | Sebastian Vettel                                   | Red Bull-Renault                                   | RB5                                                |
| 2010                                      | Jenson Button                                      | McLaren-Mercedes                                   | MP4-25                                             |
| 2011                                      | Lewis Hamilton                                     | McLaren-Mercedes                                   | MP4-26                                             |
| 2012                                      | Nico Rosberg                                       | Mercedes                                           | F1 W03                                             |
| 2013                                      | Fernando Alonso                                    | Ferrari                                            | F138                                               |
| 2014                                      | Lewis Hamilton                                     | Mercedes                                           | F1 W05                                             |
| 2015                                      | Lewis Hamilton                                     | Mercedes                                           | F1 W06 Hybrid                                      |
| 2016                                      | Nico Rosberg                                       | Mercedes                                           | F1 W07 Hybrid                                      |
| 2017                                      | Lewis Hamilton                                     | Mercedes                                           | F1 W08 EQ Power+                                   |
| 2018                                      | Daniel Ricciardo                                   | Red Bull-TAG Heuer                                 | RB14                                               |
| 2019                                      | Lewis Hamilton                                     | Mercedes                                           | F1 W10 EQ Power+                                   |
| 2020 - 2023                               | Grand Prix niet verreden vanwege de Coronapandemie | Grand Prix niet verreden vanwege de Coronapandemie | Grand Prix niet verreden vanwege de Coronapandemie |
| 2024                                      | Max Verstappen                                     | Red Bull Racing-Honda RBPT                         | RB20                                               |